# Ан-Надр ибн Шумайл
Абу́ль-Ха́сан ан-Надр ибн Шумайл ат-Тамими аль-Басри (араб. النضر بن شميل‎; ум. 818) — арабский лингвист, литератор, философ и астроном.

## Биография
Родился в Мерве, вырос в Басре, затем отправился в Хорасан. Представитель басрийской грамматической школы, ученик знаменитого грамматиста аль-Халиля аль-Фарахиди. В течение Известен тем, что провел среди бедуинов 40 лет, изучая чистый арабский язык.

## Труды
- Книга о Солнце и Луне (Китаб аш-шамс ва-ль-камар);
- Книга об анва (Китаб аль-анва)[2];
- Книга описаний (араб. كتاب الصفات‎ —  Китаб ас-сифат‎) — своеобразная энциклопедия бедуинской жизни, которая содержала данные о физической географии, этнографии, биогеографии и т. д.. Ибн ан-Надим так характеризовал эту работу: «Книга описаний — большая книга, которая содержит несколько книг… Первая часть содержит (отделы): структура человека, щедрость, благородство, свойства женщин, вторая — палатки, жилища, описания гор, ущелий и долин, третья — только верблюды, четвёртая — скот, птицы, солнце, луна, день, ночь, молоко, грибы, колодцы, пруды, веревки, ведра, описание вина, пятая — злаки, виноградники, виноград, названия овощей, деревья, ветры, облака, дожди». Возможно книга содержала перечень слов соответствующей категории с их объяснением и с богатыми иллюстрациями на примерах употребления их в древнеарабской поэзии[3].